# Нетцкий округ

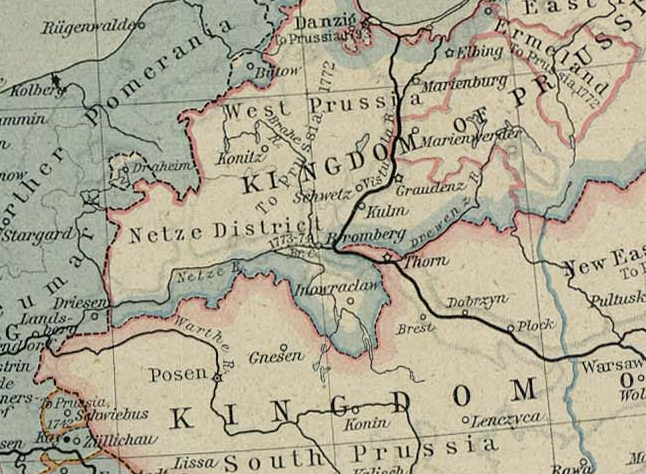
Нетцкий округ на карте Западной Пруссии (1786)

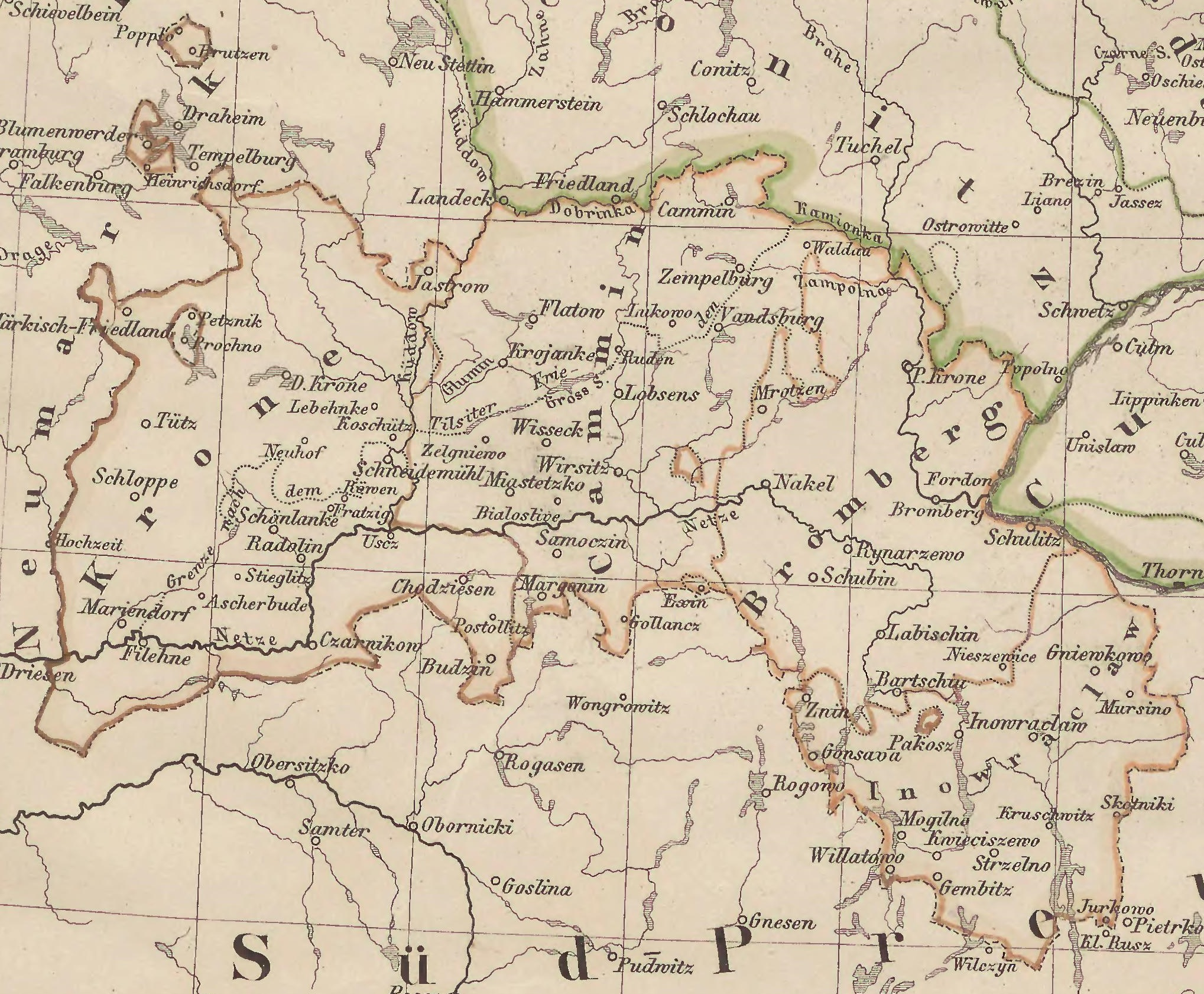
Нетцкий округ с границами районов (1772)

Нетцкий округ (нем. Netzedistrikt) — особая административная единица Прусского королевства, существовавшая в 1772—1807 годы. Территория округа простиралась с запада на восток вдоль реки Нетце. В отличие от других территорий, полученных Пруссией в результате Первого раздела Польши, эти земли никогда не принадлежали Государству Тевтонского ордена. Сюда относились части земель средневековых Великопольского и Куявского княжеств. В то же время в регионе имелся высокий процент немецкоязычного населения.
В первые годы после образования Нетцкий округ управлялся как особая административная единица Пруссии со столицей в городе Бромберг, однако уже в 1775 году он был интегрирован в провинцию Западная Пруссия, в результате чего попал под власть прусской короны. Согласно Тильзитскому миру в 1807 году Пруссия должна была почти целиком уступить Нетцкий округ вновь созданному Варшавскому герцогству. Однако уже в 1815 году по договору, заключенному с Россией в ходе Венского конгресса, получила его большую часть обратно.
В ходе административной реформы 1815 года, предусматривающей переустройство провинциального деления, территория бывшего когда-то Нетцкого округа вошла в качестве административного округа Бромберг в состав новой провинции Позен. Небольшая часть Нетцкого округа, оставшаяся в 1807 году за Пруссией, вошла в состав округа Мариенвердер провинции Западная Пруссия.

## Административное устройство
Нетцкий округ включал в себя четыре района (нем. Kreise):
- район Бромберг, адм. центр — Бромберг
- район Иновроцлав, адм. центр — Иновроцлав
- район Камин, адм. центр — Камин
- район Дойч-Кроне, адм. центр — Дойч-Кроне